# Yellagonga Regional Park
Yellagonga Regional Park är en park i Australien. Den ligger i delstaten Western Australia, omkring 19 kilometer norr om delstatshuvudstaden Perth.
Runt Yellagonga Regional Park är det mycket tätbefolkat, med 1 463 invånare per kvadratkilometer.. Närmaste större samhälle är Perth, omkring 19 kilometer söder om Yellagonga Regional Park. 
Runt Yellagonga Regional Park är det i huvudsak tätbebyggt. Genomsnittlig årsnederbörd är 820 millimeter. Den regnigaste månaden är juli, med i genomsnitt 142 mm nederbörd, och den torraste är januari, med 11 mm nederbörd.